# Уоллес, Барнс
Сэр Ба́рнс Не́вилл Уо́ллес (англ. Barnes Neville Wallis, 26 сентября 1887 — 30 октября 1979) — английский учёный, инженер и изобретатель, командор ордена Британской империи, член Королевского общества. Получил известность как создатель специализированных авиационных бомб — прыгающей бомбы, предназначенной для разрушения плотин гидроэлектростанций, сейсмических бомб «Tallboy» и «Grand Slam».

## Карьера
Барнс Уоллес родился в городе Рипли, графство Дербишир, 26 сентября 1887 года и получил образование в школе «Christ’s Hospital» в Хоршеме. В 17 лет он оставил школу и в январе 1905 года начал работать в компании «Thames Engineering Works» в Блэкхите. Через некоторое время он перешёл в судостроительную компанию «J Samuel White’s». Несмотря на то, что он начинал карьеру как инженер-судостроитель, в 1913 году он ушёл из «J Samuel White’s» для того, чтобы работать в авиационной промышленности. Он работал в компании «Vickers» и её преемниках, включая «British Aircraft Corporation», до выхода на пенсию в 1971 году.

### Самолетостроение
Его достижения в авиационной инженерии включают первое применение геодезических пространственных конструкций при разработке каркаса газового баллона крупнейшего жесткого дирижабля своего времени «R100».

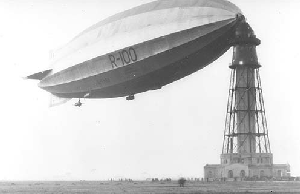
«R100» в Монреале, 1930 год

Он также впервые использовал легкосплавные элементы в конструкции «R100». Несмотря на успешный трансатлантический перелет в Канаду и обратно в 1930 году, уже в следующем году «R100» был отправлен на слом после катастрофы однотипного дирижабля «R101» (разработанного и построенного самостоятельной группой инженеров по заказу государства). После катастрофы «Гинденбурга» в 1937 году дирижабли перестали использоваться для пассажирских перевозок.
После того, как компания «Vickers» утратила интерес к производству дирижаблей, Барнс Уоллес был переведен в самолетостроительное подразделение. В числе его довоенных работ — бомбардировщики «Vickers Wellesley» и «Vickers Wellington», при проектировании фюзеляжа и крыльев которых Уоллес снова использовал геодезические пространственные конструкции. Они отлично зарекомендовали себя в боевых условиях благодаря своей прочности, легкости и компактности. Однако переход на такую технологию производства самолетов требовал масштабного перестроения производственного процесса, поэтому ни одна другая авиастроительная компания не смогла внедрить геодезические конструктивные элементы в свои самолеты.

### Создание бомб
1 сентября 1939 года Германия напала на Польшу, развязав Вторую мировую войну. Уоллес считал необходимыми стратегические бомбардировки Германии, с целью лишить противника возможности продолжать боевые действия. Свои идеи он изложил в работе «Заметка о способе нападения на страны Оси» (англ. «A Note on a Method of Attacking the Axis Powers»). В этой работе он, в частности, сказал об электростанциях:

«В случае их уничтожения или выведения из строя у нас появится возможность полностью лишить противника средств ведения войны»

Уоллесу принадлежит идея сейсмической бомбы, способной разрушать укреплённые объекты, в том числе подземные. По расчетам Уоллеса, вес такой бомбы должен был составлять около 10 тонн, а сбрасывать её следовало с высоты около 12 км. Это требование намного превосходило возможности бомбардировщиков того времени, поэтому Уоллес начал разрабатывать проект специального бомбардировщика — «Victory bomber».

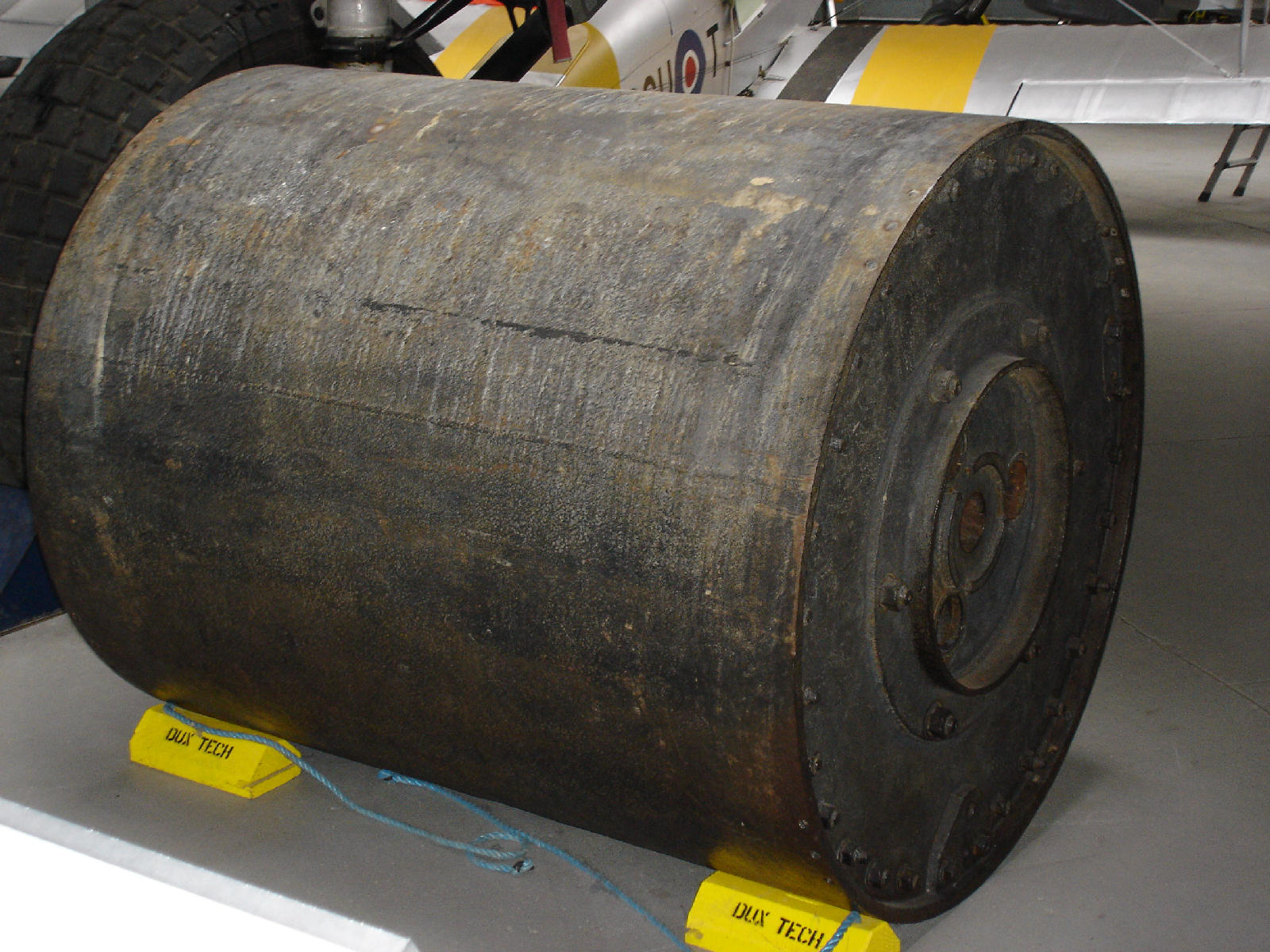
Прыгающая бомба в музее в Даксфорде.

В следующей своей научной работе — «Сферическая бомба — поверхностная торпеда» (англ. «Spherical Bomb — Surface Torpedo»), опубликованной в 1942 г., Уоллес предложил более реальное оружие — прыгающую бомбу, способную преодолевать противоторпедные сети и поражать защищенные ими объекты. После сброса такая бомба прыгала по поверхности воды, подобно плоскому камешку. Через некоторое время бомба теряла скорость и погружалась в воду, где на определенной глубине срабатывал взрыватель. Прыгающие бомбы были успешно использованы во время налёта на гидроэлектростанции в Рурском бассейне.
После успеха прыгающих бомб репутация Уоллеса в военных кругах укрепилась и он получил возможность воплотить в жизнь идею сейсмической бомбы. Вначале была разработана 6-тонная бомба «Tallboy», а потом и 10-тонная «Grand Slam». Новые бомбы подтвердили правильность расчетов Уоллеса: проникая на значительную глубину в толщу земли, они позволили эффективно разрушать объекты, недоступные для обычных бомб: укреплённые пусковые площадки ракет ФАУ-2, бункеры подводных лодок и другие укрепленные и подземные объекты. Сейсмические бомбы Уоллеса успешно применялись также против крупных объектов транспортной инфраструктуры — мостов, виадуков и тоннелей. С помощью бомб «Tallboy» был потоплен линкор «Тирпиц» (12 ноября 1944 года) и серьёзно поврежден тяжёлый крейсер «Лютцов» (апрель 1945 года).

### Разработка реактивных самолётов
Барнс Уоллес также внес значительный вклад в создание самолётов с изменяемой стреловидностью крыла, хотя и не он был автором этой концепции. Расчёты и аэродинамические испытания моделей таких самолётов показали перспективность этой схемы. В 50-х годах после ряда неудач Уоллесом был создан прототип «Swallow», который мог быть адаптирован и для военных, и для гражданских целей. Однако, по указанию британского правительства, компания «Vickers» передала все материалы по самолётам с изменяемой стреловидностью крыла правительству США. Вместо этого было решено развивать проекты «BAC TSR-2» и «Конкорд». Уоллес очень критически относился к «BAC TSR-2», несмотря на то, что в разработке этой машины участвовал один из его сыновей. К середине 60-х годов проект «BAC TSR-2» был свёрнут, а вместо него было принято решение закупить у США самолёты «General Dynamics F-111». По иронии судьбы, «F-111» использовал крылья с изменяемой стреловидностью, основанные на разработках Уоллеса. Однако этот заказ тоже был впоследствии отменён.
С начала 60-х годов и до самого ухода на пенсию, Уоллес работал над созданием «всескоростного» самолёта, одинаково хорошо действующего и на дозвуковых, и на сверхзвуковых скоростях.
В 1945 году он стал членом Лондонского Королевского общества, а в 1968 году был произведён в рыцари.

## Личная жизнь
В апреле 1922 года Барнс Уоллес познакомился с Молли Блоксхэм на семейном чаепитии. Ей было 17 лет, а ему — 35, и поэтому отец Молли запретил им встречаться. Тем не менее, он разрешил Уоллесу помогать Молли с математикой по переписке. Переписка составила около 250 писем и постепенно уклонилась от математических тем и перешла на более личные. Уоллес сделал Молли предложение в день её двадцатилетия. Они поженились 23 апреля 1925 года и прожили вместе 54 года до самой смерти Уоллеса.